# Carla Sousa
Carla Maria Silva Sousa (sinh ngày 26 tháng 10 năm 1976) là cựu cầu thủ bóng rổ nữ của Cabo Verde.